# Городище (Урицкий район)
Городи́ще — село на территории Урицкого района Орловской области России. Административный центр Городищенского сельского поселения.

## География
Расположено на правом берегу реки Цон и в устье реки Людская в 10 км от  пгт. Нарышкино и в 33 км от г. Орла.

## История
Село входило в состав Орловского уезда Орловской губернии.
Первоначально Городище являлось родовым имением старинного дворянского рода Цуриковых, владевших поместьями в Орловской, Курской и Воронежской губерниях. Ещё XVI веке дети боярские Цуриковы проживали в Корчаковском стане Орловского уезда, где им принадлежало село Люцкое Городище (современное Городище Урицкого района). После петровских реформ Цуриковы стали дворянами. В начале XIX века Городище принадлежало Цуриковым — орловскому губернскому предводителю дворянства Егору Лаврентьевичу и его жене Евдокии Дмитриевне (урождённой Арсеньевой), затем их дочери, Елизавете Егоровне Цуриковой (1787—1847), по мужу графине Комаровской. Кстати, Елизавета Егоровна приходилась троюродной теткой поэту М. Ю. Лермонтову.
В 1802 году имение Городище на реке Цон перешло к графу Евграфу Федотовичу Комаровскому (1769—1843) в качестве приданого после женитьбы на Елизавете Цуриковой. Его поразила запущенность поместного хозяйства и бедственное положение крестьян — он решил открыть в Городище лазарет и учредить здесь должность лекаря. Вслед за лазаретом граф начал строительство кирпичного заводика, затем суконной фабрики.
Вскоре он переустроил господский дом, учредил конный завод, проложил хорошую дорогу до Орла, разбил на английский манер регулярный парк с прудом. Затем появились сады — на французский лад. Занимался планировкой этих ландшафтов специально приглашенный в Городище известный архитектор в области садово-паркового искусства Адам Адамович Менелас (1753—1831). По воспоминаниям современников в имении был даже крепостной театр. Граф любил природу, и созданный им усадебный английский парк стал настоящим украшением окрестных мест. «Имение… — замечательное по своему полеводству, скотоводству, конскому заводу, лесоводству и сыроварне», — это уже отзыв начала XX века.
В 1829 году генерал-адъютант граф Евграф Комаровский вышел в отставку и уехал навсегда в своё орловское имение Городище, где провёл последние годы жизни. Бывший столичный генерал был неравнодушен к искусству: он собрал в имении коллекции старинных книг, картин, монет, бесследно исчезнувших в годы гражданской войны. Проживая в Городище, он, с юности склонный к писательству, начал работу над воспоминаниями о своей богатой событиями жизни. «Записки» Комаровского, охватившие большой период (с 1769 по 1833 годы), вызвали большой интерес у современников.
В октябре 1843 года престарелый генерал Евграф Комаровский скончался в Орле. Крестьяне его имения пешком пришли в город и на руках несли гроб с телом хозяина до села Городище, где он и был похоронен. Граф был погребен в родовом склепе Успенской церкви, построенной им же самим.
С 1878 года до своей смерти в 1902 году настоятелем Успенской церкви в селе Городище был протоиерей Алексей Федорович Ампелонский, благочинный 2-го участка Орловского уезда, кавалер ордена Св. Анны III степени.
Вплоть до революции 1917 года село Городище принадлежало графскому роду Комаровских, потомкам Евграфа Федотовича. Согласно архивным исследованиям военного историка, официального биографа графского рода Николая Сысоева, последним владельцем имений Комаровских в Орловской губернии, в том числе и Городища, был его праправнук Евграф Павлович Комаровский.
В 1917 году имение Комаровских было разграблено и сожжено. По воспоминаниям некоторых городищенцев, которые оказались ошибочными, последний владелец, успев отправить свою семью за границу, был схвачен и после пыток убит крестьянами. Граф однако успел спрятать свои ценности где-то в тайнике. Длительное время клад Комаровского безуспешно искали в большом Графском парке. Однако биограф графского рода Н. Сысоев выяснил, что последний владелец имения Е.П. Комаровский, которому едва исполнилось 18 лет и он не был женат, был изгнан из имения революционными крестьянами, а находившиеся в доме музейные экспонаты большей частью оказались разграблены, и только частично национализированы. Их следы затерялись... Впоследствии усадебный дом сожгли, кирпичи разобрали крестьяне для собственных нужд, церковь и родовой склеп разорили.
Также село известно тем, что в его центре находится так называемое Комаровское Городище (археологический памятник). В 1950-х годах там производились археологические раскопки. Недалеко от впадения реки Людской (Лютек) в реку Цон (правый берег) располагается земляное городище. Площадка поселения, округлая (52 x 48 м) в плане, была обнесена валом, теперь с юга и севере почти полностью уничтоженными. Река Людская прикрывает городище с юга и запада. Въезд в городище находился с севера. Культурный слой (0,6 м) содержит отложения середины I тыс. н. э. и древнерусского (XII—XIII вв.) времени. Найдены обломки стеклянных браслетов, бусы, ножи, наконечники стрел, шиферные пряслица, замки, украшения, осколок стеклянного сосуда и пр. Также в ходе раскопок была обнаружена керамика лепная, предположительно мощинской гончарной культуры XII – XIII веков.

## Население
| 2002 | 2010 |
| ---- | ---- |
| 730  | ↘685 |